# John Neal (escritor)
John Neal (Portland, 25 de agosto de 1793-20 de junio de 1876) fue un escritor, crítico, editor, conferencista y activista estadounidense. Considerado excéntrico e influyente, pronunció discursos y publicó ensayos, novelas, poemas y cuentos entre las décadas de 1810 y 1870 en los Estados Unidos y Gran Bretaña, en los cuales defendió el nacionalismo y regionalismo literarios de su país en sus primeras etapas. Neal impulsó el desarrollo del arte estadounidense, luchó por los derechos de las mujeres, abogó por el fin de la esclavitud y los prejuicios raciales y ayudó a establecer el movimiento de gimnasia estadounidense.
John Neal es el primer autor estadounidense en usar la dicción natural y un pionero del coloquialismo, y también el primero en usar la frase «son-of-a-bitch» (hijo de puta) en una obra de ficción. Alcanzó sus mayores logros literarios entre 1817 y 1835, tiempo durante el cual fue el primer estadounidense publicado en revistas literarias británicas, autor de la primera historia de la literatura estadounidense, primer crítico de arte estadounidense, pionero de la literatura infantil y precursor del Renacimiento americano. Como uno de los primeros hombres en defender los derechos de las mujeres en los Estados Unidos y el primer conferenciante estadounidense sobre el tema, durante más de cincuenta años apoyó a escritoras y organizadoras, afirmó la igualdad intelectual entre hombres y mujeres, luchó contra las leyes de cobertura contra los derechos económicos de las mujeres y exigió sufragio, igualdad de remuneración y una mejor educación para las mujeres. Fue el primer estadounidense en establecer un gimnasio público en los Estados Unidos y defendió el atletismo para regular las tendencias violentas con las que él mismo había luchado a lo largo de su vida.
Además fue un hombre en gran parte autodidacta que no asistió a ninguna escuela después de los doce años de edad, era un niño trabajador que dejó el trabajo por cuenta propia en el sector de «Dry Goods» (productos secos) a los veintidós años para seguir una doble carrera en derecho y literatura. A la mediana edad, Neal había logrado una cómoda riqueza y una posición comunitaria en su localidad natal, Portland, en el estado de Maine, a través de diversas inversiones comerciales, patrocinio artístico y liderazgo cívico. 
También es considerado un autor sin obra maestra, aunque sus cuentos son sus mayores logros literarios y están clasificados entre los mejores de su época. Rachel Dyer es considerada su mejor novela, Otter-Bag, the Oneida Chief y David Whicher sus mejores cuentos, y The Yankee su publicación periódica más influyente. Su discurso Rights of Women (Los derechos de la mujer ) (1843) en la cima de su influencia como feminista tuvo un impacto considerable en el futuro del movimiento.

## Biografía

### Infancia y primeros trabajos
John Neal y su hermana gemela Rachel nacieron en la ciudad de Portland en el distrito de Maine, estado de Massachusetts, el 25 de agosto de 1793, fueron los únicos hijos de John Neal y Rachel Hall Neal. John Neal (padre) fue un maestro de escuela y murió un mes después. La madre de Neal, descrita por la exalumna Elizabeth Oakes Smith como una mujer de «intelecto claro y no poca autosuficiencia e independencia de voluntad», compensó los ingresos familiares perdidos estableciendo su propia escuela y alquilando habitaciones en su casa a los internos. También recibió ayuda del tío soltero de los hermanos, James Neal, y otros miembros de su comunidad cuáquera. Neal creció en una «pobreza refinada» asistió a la escuela de su madre, un internado cuáquero y la escuela pública en Portland. El escritor afirmó que su lucha de toda la vida con mal genio y tendencias violentas se originó en la escuela pública, en la que fue intimidado y abusado físicamente por sus compañeros y el maestro de escuela. Para reducir la carga financiera de su madre, Neal dejó la escuela y el hogar a la edad de doce años para trabajar a tiempo completo.
Neal aprendió prácticas comerciales deshonestas como adolescente vendedor de camisas y dry goods en Portland y Portsmouth, como hacer pasar dinero falso y tergiversar la calidad y cantidad de mercancías. Lo despidieron varias veces debido a fracasos comerciales resultantes de los embargos estadounidenses contra las importaciones británicas, y entonces viajó por Maine como instructor itinerante de caligrafía, profesor de acuarela y retratista en miniatura. Cuando tenía veinte años de edad, en 1814, respondió a un anuncio de empleo en una tienda de productos secos en Boston y se mudó a dicha ciudad.
En Boston, Neal estableció una sociedad con John Pierpont y el cuñado de este, mediante la cual explotaron las restricciones de la cadena de suministro causadas por la Guerra de 1812 para obtener ganancias rápidas mediante el contrabando de productos secos británicos entre esta ciudad, Nueva York y Baltimore. Establecieron tiendas en Boston, Baltimore y Charleston antes de que la recesión que siguió a la guerra derrumbara a la empresa y dejara a Pierpont y Neal en bancarrota en Baltimore en 1816. Aunque la cadena mayorista / minorista «Pierpont, Lord y Neal» resultó ser de corta duración, la relación de Neal con Pierpont se convirtió en la amistad más íntima y duradera de su vida.
La experiencia de Neal en los negocios donde superó los múltiples auges y caídas que finalmente lo dejaron en bancarrota a los veintidós años lo convirtió en un joven orgulloso y ambicioso que veía la confianza en sus propios talentos y recursos como la clave para su recuperación y éxito futuro.

### Construyendo una carrera en Baltimore
El tiempo de Neal en Baltimore entre su fracaso empresarial en 1816 y su partida a Londres en 1823 fue el período más activo de su vida, ya que hizo malabarismos con carreras superpuestas en redacción, periodismo, poesía, novelas, estudios de derecho y, más tarde práctica jurídica. Durante este período, aprendió por sí mismo a leer y escribir en once idiomas, publicó siete libros, leyó leyes durante cuatro años, completó un curso independiente de estudios de derecho en dieciocho meses que estaba diseñado para completarse de siete a ocho años, obtuvo la admisión al colegio de abogados en una comunidad conocida por sus rigurosos requisitos, y contribuyó prodigiosamente a periódicos y revistas literarias, dos de las cuales editó en diferentes momentos.
Dos meses después de su juicio por quiebra, presentó su primera contribución a The Portico y rápidamente se convirtió en el segundo colaborador más prolífico de la revista, con poemas, ensayos y crítica literaria, aunque nunca le pagaron. Dos años después asumió como editor del que terminó siendo el último número. La revista estaba estrechamente asociada con el Delphian Club, que fundó en 1816 con el Dr. Tobias Watkins, John Pierpont y otros cuatro hombres. Neal se sentía en deuda con esta asociación «noble, generosa y desinteresada» de «intelectuales y amistosos». Mientras escribía sus primeros ensayos, novelas y poesía, estudiaba derecho como aprendiz no remunerado en la oficina de William H. Winder, un compañero de Delphian.
El fracaso comercial de Neal lo había dejado sin suficiente «dinero para tomar una carta de la oficina de correos»", así que éste «buscó algo mejor que hacer ... y, después de considerar el asunto durante diez minutos o así, decidido a probar suerte con una novela». Cuando escribió su primer libro, menos de setenta novelas habían sido de «no más de media docena de autores [estadounidenses]; y de éstos, sólo Washington Irving había recibido más que suficiente para pagar la sal en su papilla». Sin embargo, Neal se sintió inspirado por el éxito financiero de Pierpont con su poema The Airs of Palestine (1816) y animado por la recepción de sus presentaciones iniciales a The Portico. Resolvió que «no me quedaba nada más que la autoría, o el hambre, si persistía en mi plan de estudiar derecho».
La composición de su primer y único volumen encuadernado de poesía fue la distracción nocturna de Neal de trabajar dieciséis horas al día, siete días a la semana, durante más de cuatro meses para producir un índice de seis años de publicaciones semanales de la revista Weekly Register de Hezekiah Niles, que Niles admitió fue «el trabajo más laborioso de este tipo que haya aparecido en cualquier país». En 1819 publicó una obra de teatro, consiguió su primer trabajo remunerado como editor de un periódico, y escribió tres cuartas partes de la Historia de la Revolución Americana, que por lo demás se atribuye a Paul Allen. La sustancial producción literaria de Neal le valió el apodo de «Jehu O'Cataract» de sus asociados del Delphian Club. De esta manera, Neal pudo pagar sus gastos mientras completaba su aprendizaje y estudiaba derecho de forma independiente. Fue admitido en el colegio de abogados y comenzó a ejercer la abogacía en Baltimore en 1820.
Los últimos años de Neal en Baltimore fueron los más productivos como novelista. Publicó una novela en 1822 y tres más al año siguiente, y finalmente alcanzó el estatus de principal rival de James Fenimore Cooper por ser reconocido como el autor de este tipo de obras más importante de Estados Unidos. En este período turbulento abandonó el Club Delphian en malos términos y aceptó la expulsión de la Sociedad de Amigos después de su participación en una pelea callejera. En reacción a los insultos contra el abogado William Pinkney publicados en Randolph justo después de la muerte de Pinkney, su hijo Edward Coote Pinkney desafió a Neal a un duelo. Como seis años antes se declaró un franco oponente de este tipo de combates, Neal se negó y los dos se involucraron en una batalla de palabras impresas en el otoño de ese año. Neal se «cansó de la ley, cansado como la muerte», sintiendo que pasó esos años en "guerra abierta, con toda la tribu de abogados en América". «Irónicamente, ... precisamente en el momento en que [Neal] estaba tratando de establecerse como el escritor estadounidense, Neal también estaba alienando a amigos, críticos y al público en general a un ritmo alarmante».
A fines de 1823 Neal estaba listo para mudarse lejos de Baltimore, a Londres, porque según él, el catalizador para mudarse fue una cena con un amigo inglés que citó el entonces notorio comentario de Sydney Smith en 1820, «en las cuatro partes del mundo, ¿quién lee un libro estadounidense?». Ya sea que tuviera más que ver con Smith o Pinkney, Neal tardó menos de un mes después de la reunión en arreglar sus asuntos en Baltimore y reservar el pasaje en un barco con destino al Reino Unido el 15 de diciembre de ese año.

### Escribiendo en Londres
La mudanza de Neal en Londres se plasmó en tres objetivos profesionales que lo guiaron a lo largo de la década de 1820: suplantar a los escritores estadounidenses Washington Irving y James Fenimore Cooper. Siguió el precedente de Irving de utilizar la residencia temporal en Londres para ganar más dinero y notoriedad en el mercado literario británico. Los editores de Londres ya habían pirateado Seventy-Six y Logan, aunque Neal esperaba que esas empresas le pagaran para publicar Errata y Randolph si estaban presentes para negociar, pero se negaron.
Neal trajo suficiente dinero para sobrevivir solo unos meses con la suposición de que «si la gente diera algo  [sic] por libros aquí, no podrían matarme de hambre, ya que podría vivir del aire y escribir más rápido que cualquier hombre que haya vivido». Su situación financiera se había vuelto desesperada cuando William Blackwood le preguntó a Neal en abril de 1824 para convertirse en un colaborador habitual de  Blackwood's Magazine. Durante el próximo año y medio, Neal recibió una «buena paga» para ser uno de los colaboradores más prolíficos de la revista.
Su primer artículo de Blackwood, un perfil de los candidatos de 1824 a la presidencia de Estados Unidos y los cinco presidentes que se había publicado en ese momento, fue el primer artículo de un estadounidense que apareció en una revista literaria británica y fue citado y republicado ampliamente. en toda Europa. Como la primera historia escrita de la literatura estadounidense, la serie American Writers fue la contribución más notable de Neal a la revista. Blackwood proporcionó la plataforma para los primeros trabajos escritos de Neal sobre género y derechos de la mujer y publicó el hermano Jonathan, pero un vaivén sobre las revisiones del manuscrito en el otoño de 1825 agrió la relación y Neal una vez más se quedó sin una fuente de información. ingresos.
Después de poco tiempo de ganar mucho menos dinero escribiendo artículos para otras publicaciones periódicas británicas, John Neal, de treinta y dos años, conoció al filósofo utilitario Jeremy Bentham, de setenta y siete años, a través de London Debating Societies. A finales de 1825 Bentham le ofreció habitaciones en su «Hermitage» y un puesto como su secretario personal. Neal pasó el siguiente año y medio escribiendo para Westminster Review del filósofo.
En la primavera de 1827 Bentham financió el regreso de Neal a los Estados Unidos. Dejó el Reino Unido después de haber llamado la atención de la élite literaria británica, publicó la novela que trajo consigo y «logró a la perfección» educar a los británicos sobre las instituciones, los hábitos y las perspectivas estadounidenses. Sin embargo Brother Jonathan no fue recibido como la gran novela estadounidense y no logró que Neal alcanzara el nivel de fama internacional que había esperado, solo regresó a los Estados Unidos y dejó de ser el principal rival de Cooper.

## Retorno a Portland (Maine)
Neal regresó a los Estados Unidos desde Europa en junio de 1827 con planes de establecerse en la ciudad de Nueva York, pero se detuvo primero en su Portland natal para visitar a su madre y su hermana. Allí se enfrentó a ciudadanos ofendidos por su burla de ciudadanos prominentes en la errata semiautobiográfica, la forma en que describió el dialecto y los hábitos de Nueva Inglaterra en el Brother Jonathan, y su crítica de los escritores estadounidenses en Blackwood's Magazine. Los residentes publicaron andanadas, participaron en intercambios violentos verbal y físicamente con Neal en las calles, y conspiraron para bloquear su entrada al colegio de abogados. Neal, desafiante, resolvió establecerse en Portland en lugar de Nueva York. «"En verdad, en verdad", dije, "si toman esa posición, aquí me quedaré, hasta que esté a la vez arraigado y arraigado, arraigado en el cementerio, si no en ningún otro lugar"».
Neal se convirtió en un defensor en los EE. UU. del atletismo que había practicado en el extranjero, incluido los primeros gimnasios Turnen de Friedrich Jahn y las técnicas de boxeo y esgrima que aprendió en París, Londres y Baltimore. Abrió el primer gimnasio del estado de Maine en 1827, lo que lo convirtió en el primer estadounidense en establecer un gimnasio público en los EE. UU. Ofreció lecciones de boxeo y esgrima en su despacho de abogados. El mismo año abrió gimnasios en las cercanías de Saco y en Bowdoin College. El año anterior había publicado artículos sobre gimnasia alemana en el American Journal of Education e instó a Thomas Jefferson a incluir una escuela de gimnasia en la Universidad de Virginia. Las actividades atléticas de Neal modelaron «un nuevo sentido de masculinidad» que favoreció la «tolerancia basada en la fuerza» y lo ayudó a regular las tendencias violentas con las que luchó a lo largo de su vida.
En 1828 Neal estableció la revista The Yankee con él mismo como editor, y continuó su publicación hasta fines de 1829. Usó sus páginas para reivindicarse ante sus compañeros de Portland, criticar el arte estadounidense y el drama, presentar un discurso sobre la naturaleza de la identidad de Nueva Inglaterra, promover sus ideas feministas en desarrollo, y fomentar nuevas voces literarias, la mayoría de ellas mujeres. Neal también editó muchas otras publicaciones periódicas entre fines de la década de 1820 y mediados de la de 1840 y durante este tiempo fue un colaborador muy solicitado sobre una variedad de temas.
Neal publicó tres novelas a partir de material que produjo en Londres y centró sus nuevos esfuerzos de escritura creativa en un conjunto de cuentos que representa su mayor logro literario. Neal publicó un promedio de un cuento por año entre 1828 y 1846, lo que ayudó a dar forma al género de cuentos relativamente nuevo. Comenzó a viajar como conferenciante en 1829, alcanzando el apogeo de su influencia en el movimiento por los derechos de las mujeres en 1843 cuando pronunciaba discursos ante grandes multitudes en la ciudad de Nueva York y llegaba a un público más amplio a través de la prensa. Este período de malabarismos literarios, activistas, atléticos, legales, artísticos, sociales y comerciales fue capturado por el aprendiz de derecho de Neal, James Brooks, en 1833:

Neal era ... un maestro de boxeo, y maestro de esgrima también, y cuando entraba el diablo de un impresor, gritando «copia, más copia», corría con una enorme pluma de cisne, galopando a todo trapo, sobre hojas de papel como con un bolígrafo de vapor, y se fue una página, y se fue otra, y luego una lección de boxeo, el golpe de guante a guante, luego la máscara, y el sello de la sandalia, y el repique de las láminas.

## Familia y liderazgo cívico
Su familia estaba compuesta por su esposa, en 1828 Neal se casó con su prima segunda Eleanor Hall y juntos tuvieron cinco hijos entre 1829 y 1847. La pareja crio a sus hijos en la casa que él construyó en la calle State de Portland en 1836.Su tío James Neal quién murió en 1832 y Stephen Neal (hija de James) en 1836, pero la segunda herencia se retuvo hasta 1858 en una batalla legal que involucró a la hija de Stephen, la sufragista Lydia Neal Dennett.
En 1836 recibió una maestría honoraria de Bowdoin College, la misma institución en la que Neal se ganaba la vida como instructor de caligrafía adolescente independiente y que luego educó a Nathaniel Hawthorne y Henry Wadsworth Longfellow, más económicamente privilegiados.
Después de la década de 1830, Neal se volvió menos activo en los círculos literarios y se ocupó cada vez más de los negocios, el activismo y los proyectos cívicos y artísticos locales, particularmente después de recibir herencias de dos tíos paternos que redujeron drásticamente su necesidad de depender de la escritura como fuente de ingresos.

En 1845 se convirtió en el primer agente de Mutual Benefit Life Insurance Company en Maine, lo que le permitió ganar lo suficiente en comisiones, por lo que decidió retirarse del circuito de conferencias, la práctica legal y la mayoría de los proyectos de escritura. Neal comenzó a desarrollar y administrar bienes raíces locales, opero múltiples canteras de granito, desarrolló conexiones ferroviarias a Portland, e invirtió en la especulación de tierras en Cairo, estado de Illinois. Dirigió el movimiento para incorporar a Portland como ciudad y construir los primeros parques y aceras de la comunidad. Se interesó por la arquitectura, el diseño de interiores y el diseño de muebles, desarrolló soluciones pioneras, sencillas y funcionales que influyeron en otros diseñadores fuera de su área local.

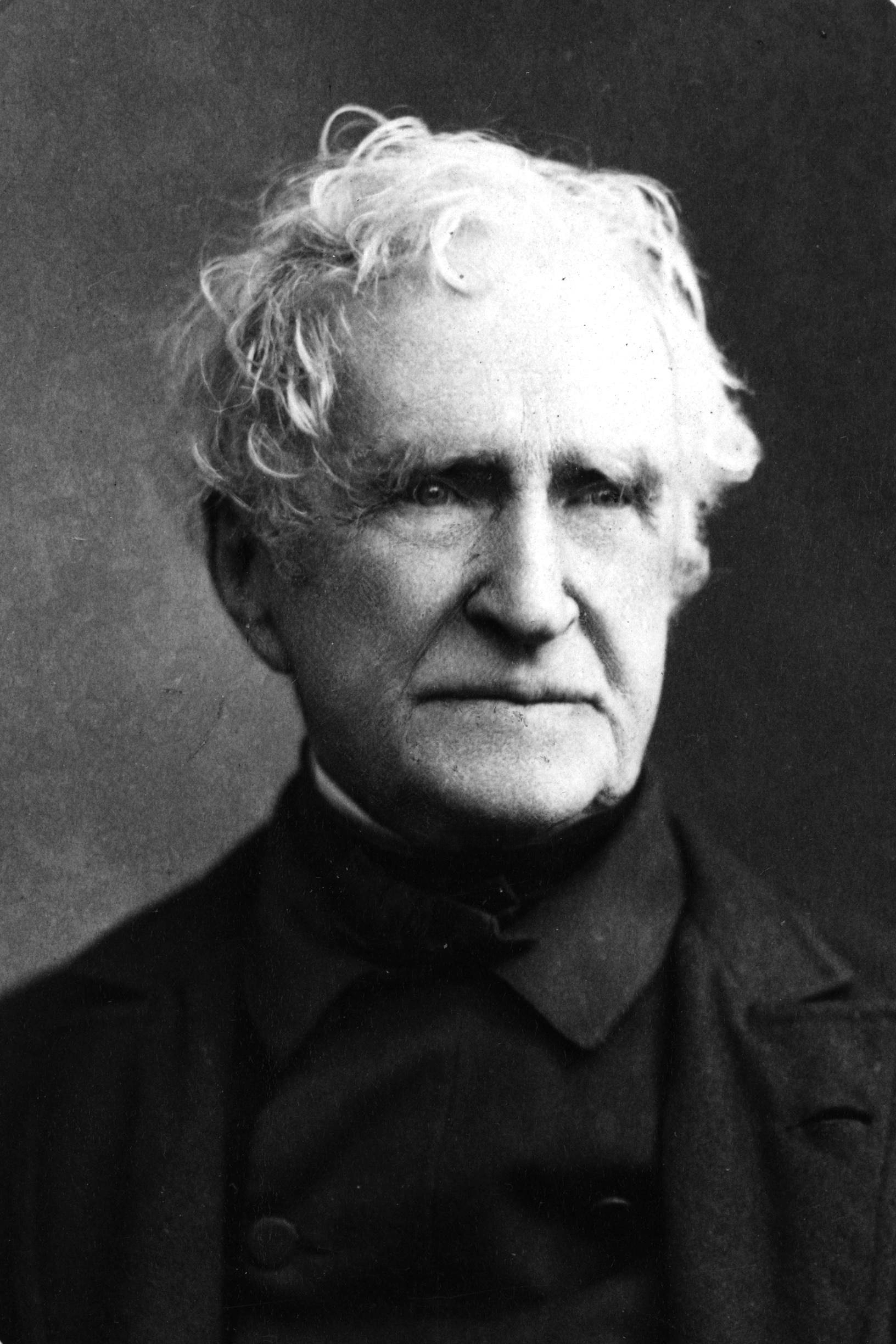
Neal c. 1870

Muchos de sus contemporáneos literarios interpretaron el cambio de enfoque de Neal como una desaparición. Hawthorne escribió en 1845 sobre «ese tipo salvaje, John Neal», que «seguramente ha estado muerto hace mucho tiempo, de lo contrario nunca podría mantenerse tan callado». James Russell Lowell en 1848 afirmó que había «desperdiciado en Maine los tendones y las cuerdas de su cerebro de pugilista». El amigo y compañero nativo de Portland, Henry Wadsworth Longfellow, describió a Neal en 1860 como «bastante moderado pero aún lo suficientemente fogoso».
Después de años de afiliarse vagamente al unitarismo y al universalismo, Neal se convirtió al congregacionalismo en 1851. A través de una religiosidad más profunda, encontró nuevos argumentos morales para los derechos de las mujeres, una posible liberación de sus tendencias violentas, e inspiración para siete ensayos religiosos. Neal recopiló estas «exhortaciones» en One Word More (1854), que «divaga apasionadamente durante doscientas páginas y cierra con una metáfora sin aliento» en un esfuerzo por convertir «el razonamiento y la reflexión entre los creyentes».
A instancias de Longfellow y otros amigos, John Neal volvió a escribir novelas a una edad avanzada y publicó True Womanhood en 1859. Para llenar un vacío en sus ingresos entre 1863 y 1866, escribió tres novelas de diez centavos. En 1869 publicó su «libro más legible y, sin duda, una de las autobiografías más entretenidas de la América del siglo XIX». Reflexionar sobre su vida de esta manera inspiró a Neal a ampliar su activismo y asumir roles de liderazgo regional en el movimiento por el sufragio femenino. Sus dos últimos libros son una colección de piezas para y sobre niños titulada Great Mysteries and Little Plagues (1870), y una guía para su ciudad natal titulada Portland Illustrated (1874).
Para 1870, en su vejez, había amasado una cómoda fortuna, valorada en 80 000 USD.. Su última aparición a la vista del público fue probablemente un artículo sindicado de 1875 del Portland Advertiser sobre un Neal de ochenta y un años que dominaba físicamente a un hombre de unos veinte años que fumaba en un tranvía para no fumadores. John Neal murió el 20 de junio de 1876 y fue enterrado en la parcela de la familia Neal en el cementerio occidental de Portland.

## Escritura
La obra literaria de Neal abarca casi sesenta años desde el final de la guerra de 1812 hasta una década después de la guerra Civil, aunque logró sus principales logros literarios entre 1817 y 1835. Su escritura refleja y desafía las formas de vida cambiantes de los estadounidenses durante esos años. Comenzó su carrera cuando apenas comenzaba a surgir un público lector estadounidense, trabajó de manera inmediata y constante dentro de la «compleja red de cultura impresa» en desarrollo de la nación. A lo largo de su vida adulta, especialmente en la década de 1830, Neal fue un prolífico colaborador de periódicos y revistas, escribiendo ensayos sobre una amplia variedad de temas que incluyen, entre otros, crítica de arte, crítica literaria, frenología, derechos de la mujer, gimnasia alemana temprana y esclavitud.
Sus esfuerzos por subvertir la influencia de la élite literaria británica y desarrollar una literatura estadounidense rival se atribuyeron en gran medida a sus sucesores hasta que los estudios más recientes del siglo XXI cambiaron ese crédito a Neal. Sus cuentos son «su mayor logro literario» y están clasificados con los de Nathaniel Hawthorne, Edgar Allan Poe, Herman Melville y Rudyard Kipling. John Neal a menudo se considera una figura literaria estadounidense influyente sin una obra maestra propia.

### Estilo

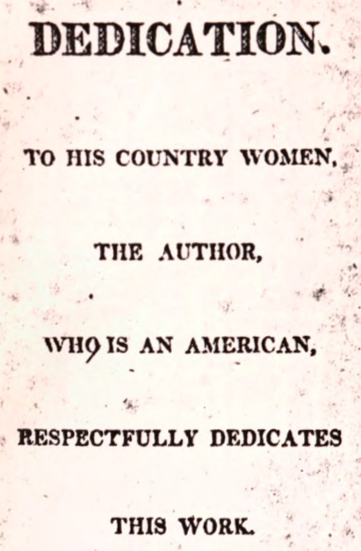
Dedicatoria a la primera novela de John Neal en 1817

Las primeras novelas de Neal entre finales de la década de 1810 y la década de 1820 representan héroes byronescos oscuros, con defectos físicos y conflictivos de gran intelecto y moral que desafían el moralismo rígido y el sentimentalismo de sus contemporáneos estadounidenses Washington Irving y James Fenimore Cooper. Su tipo de romanticismo reflejaba una aversión por la autocrítica y la revisión, confiando en cambio en la «escritura casi automática» para definir su estilo, mejorar la viabilidad comercial de sus obras y crear una nueva literatura estadounidense. Como pionero de «hablar en papel» o «escritura natural», Neal fue «el primero en Estados Unidos en ser natural en su dicción» y su trabajo representa «la primera desviación de ... gracia irvingesca» en la que «no sólo los personajes, sino también los géneros conversan y son interrogados, cuestionados y transformados». Y declaró que «nunca escribiré lo que ahora se adora bajo el nombre de inglés clásico», que era «el idioma más muerto que he conocido o del que he oído hablar».

### Crítica literaria
Neal utilizó la crítica literaria en revistas y novelas para alentar los cambios deseados en el campo y animar a los nuevos escritores, la mayoría de ellos mujeres. Destacado por su «visión crítica», Neal expresó juicios que fueron ampliamente aceptados en vida. «Mi opinión sobre los escritos [de otras personas]», dijo, «nunca ha sido mal recibida; y en todos los casos... mi juicio ha sido confirmado, tarde o temprano, sin una sola excepción». Fred Lewis Pattee corroboró esta declaración setenta años después de la muerte de Neal: «Donde él condenó, el tiempo casi sin excepción también condenó».
Como nacionalista literario estadounidense, pidió «representaciones fieles del carácter nativo» en la literatura que utiliza las «fuentes abundantes y ocultas de fertilidad... en el norte, así como en el sur de América». Su serie de ensayos American Writers en Blackwood's Magazine (1824) es la primera historia escrita de la literatura estadounidense, y se reimprimió como una colección en 1937. Neal descartó a casi todos los 120 autores que criticó en esa serie como derivados de sus predecesores británicos.
John Neal usó su papel como crítico, particularmente en las páginas de su revista The Yankee, para llamar la atención sobre nuevos escritores en cuyo trabajo vio promesas. John Greenleaf Whittier, Edgar Allan Poe, Nathaniel Hawthorne y Henry Wadsworth Longfellow recibieron su primer «patrocinio o elogio sustancial» en las páginas de la revista. Al enviar poesía a Neal para su revisión, Whittier hizo la solicitud, «si no le gusta, dígalo en privado; y dejaré la poesía, y todo lo que sea de naturaleza literaria».
Poe fue el descubrimiento históricamente más impactante de Neal y cuando dejó la poesía por cuentos cortos probablemente se debió a la influencia de Neal. Poe agradeció a Neal por «las primeras palabras de aliento que recuerdo haber escuchado». Después de la muerte de Poe dos décadas más tarde, Neal defendió su legado contra los ataques en el obituario antipático de Poe de Rufus Wilmot Griswold, etiquetando a Griswold como «un Rhadamanthus, a quien no se le debe estafar su tarifa, un dedal lleno de notoriedad periodística».

### Cuentos
Llamado «el inventor del cuento estadounidense», los cuentos de Neal son «su mayor logro literario». Publicó un promedio de uno por año entre 1828 y 1846, lo que ayudó a dar forma al relativamente nuevo género de cuentos, particularmente la literatura infantil temprana.
Considerados sus mejores cuentos, Otter-Bag, the Oneida Chief (1829) y David Whicher (1832) «eclipsan los esfuerzos menos inspirados de sus contemporáneos más famosos y agregan una dimensión al arte de contar historias no se encuentran en Irving y Poe, rara vez en Hawthorne, y rara vez en la ficción estadounidense hasta que Melville y Twain décadas después (y Faulkner un siglo después) comenzaron a contar sus historias». Irónicamente, David Whicher se publicó de forma anónima y no atribuido a Neal hasta la década de 1960. The Haunted Man (1832) es notable como la primera obra de ficción en utilizar la psicoterapia. El viejo gatito y los dos pequeños gatitos y La vida y aventuras de Tom Pop (1835) se consideran obras pioneras de la literatura infantil.
Al igual que sus ensayos y conferencias para revistas, las historias de Neal desafiaron los fenómenos sociopolíticos estadounidenses que crecieron en el período previo e incluido el mandato de Andrew Jackson como presidente de los EE. UU., ciudadanía racializada y el Culto a la Domesticidad. David Whicher desafió un cuerpo de literatura popular que convergió en la década de 1820 en torno a una «insistencia divisiva y destructiva en el hombre de la frontera y el indio como enemigos implacables». Idiosyncrasies (Idiosincrasias) es un «manifiesto por los derechos humanos» frente al «patriarcalismo hegemónico». Sus cuentos de este período también utilizaron el humor y la sátira para abordar fenómenos sociales y políticos, entre los que destacan Courtship (Cortejo) (1829), The Utilitarian (El utilitario) (1830), The Young Phrenologist ("El joven frenólogo") (1836), Animal Magnetism (Magnetismo animal) (1839), y The Ins and the Outs ("Los entresijos") (1841).

### Novelas
Con la excepción de True Womanhood (1859), John Neal publicó todas sus novelas entre 1817 y 1833. Las primeras cinco las escribió y publicó en Baltimore: Keep Cool (1817), Logan (1822), Seventy-Six (1823), Randolph (1823) y Errata (1823). Escribió Brother Jonathan en Baltimore, pero lo revisó y publicó en Londres en 1825. Publicó Rachel Dyer (1828), Authorship (1830) y The Down-Easters (1833) mientras vivía en Portland, en el estado de Maine, pero todos son reelaboraciones de contenido que escribió en Inglaterra.
Keep Cool, la primera novela de Neal, lo convirtió en «el primero en Estados Unidos en ser natural en su dicción» y el «padre de la ficción subversiva estadounidense». Generalmente considerado como un fracaso, el libro muestra que «el abismo entre la visión profética de Neal de una literatura nativa y su propia capacidad para cumplir esa visión es dolorosamente evidente». La productividad de los días de Neal en Baltimore es «difícil de creer, hasta que uno lee las novelas» y nota la prisa con la que fueron escritas.
Logan, a Family History es un «tapiz gótico» de «superstición, sugestiones sobrenaturales, brutalidad, sensualidad, odio colosal, delirio, violación, locura, asesinato... incesto y canibalismo». Al «elevar el efecto emocional sobre la coherencia, la novela emociona a sus lectores hasta la muerte». Desafió la narrativa nacional de la desaparición predestinada de los indios americanos frente a la expansión territorial de los estadounidenses blancos y el colapso de las fronteras raciales entre los dos grupos.
Seventy-Six era la novela favorita de Neal. Cuando se publicó en 1823, Neal estaba en el apogeo de su prominencia como novelista, siendo en ese momento el principal rival del destacado autor estadounidense, James Fenimore Cooper. Inspirado por The Spy de Cooper, Neal basó su historia en una investigación histórica compilada unos años antes mientras ayudaba a su amigo Paul Allen a escribir su Historia de la Revolución Americana. Seventy-Six fue criticado en ese momento por su uso de blasfemias y fue reconocido más tarde como la primera obra de ficción estadounidense en usar la frase son-of-a-bitch (hijo de puta).
Brother Jonathan: or, the New Englanders fue la novela estadounidense más «compleja, ambiciosa y exigente» hasta la trilogía Littlepage Manuscripts de Cooper veinte años después. Como «uno de los ejemplos más enfáticos, incluso estridentes, de la literatura nacionalista estadounidense», está «positivamente erizado de acentos regionales, desde el acento de Nueva Inglaterra de sus protagonistas hasta estallidos de patois en Virginian, Georgian, Scottish, Penobscot indio y ébano». En contra del supuesto tema nacionalista de Neal, «los diversos estilos lingüísticos» utilizados en la novela «subvierten la ficción de un todo nacional unificado» en los EE. UU. El «mayor logro de la novela [es] su representación fiel, aunque irreverente, de las costumbres estadounidenses y el habla estadounidense» que, sin embargo, «fue leído por los críticos estadounidenses como una calumnia total» contra los EE. UU. y «despertó una tormenta terrible... en Portland [donde] fue denunciado con gran indignación».
Rachel Dyer: a North American Story (1828) es ampliamente considerada como la novela más exitosa de John Neal, la más legible para una audiencia moderna y la más exitosa para manifestar su deseo de una literatura estadounidense nacional. Junto con Brother Jonathan y The Down-Easters, se destaca por representar costumbres, acentos y jergas estadounidenses peculiares. Cien años más tarde proporcionó material de origen para el Diccionario de Inglés Americano. Una ficción histórica como muchas de las otras novelas de Neal, es la primera novela de tapa dura basada en los juicios de brujas de Salem e influyó en John Greenleaf Whittier y Nathaniel Hawthorne para incluir la brujería en su escritura creativa.

### Crítica de arte y mecenazgo
Neal fue el primer crítico de arte estadounidense, aunque no recibió este reconocimiento hasta el siglo XX. A partir de 1819 con artículos en periódicos de Baltimore, se expandió a un público mucho más amplio con Randolph (1823), que comunicaba sus opiniones a través del fino velo del protagonista de la novela. Aunque continuó trabajando en este campo al menos hasta fines de 1869, su principal impacto fue en la década de 1820. En esta época, Neal visitaba regularmente el Museo Peale de Rembrandt Peale, cortejaba a su hija Rosalba Carriera Peale y posaba para retratos con su sobrina Sarah Miriam Peale.

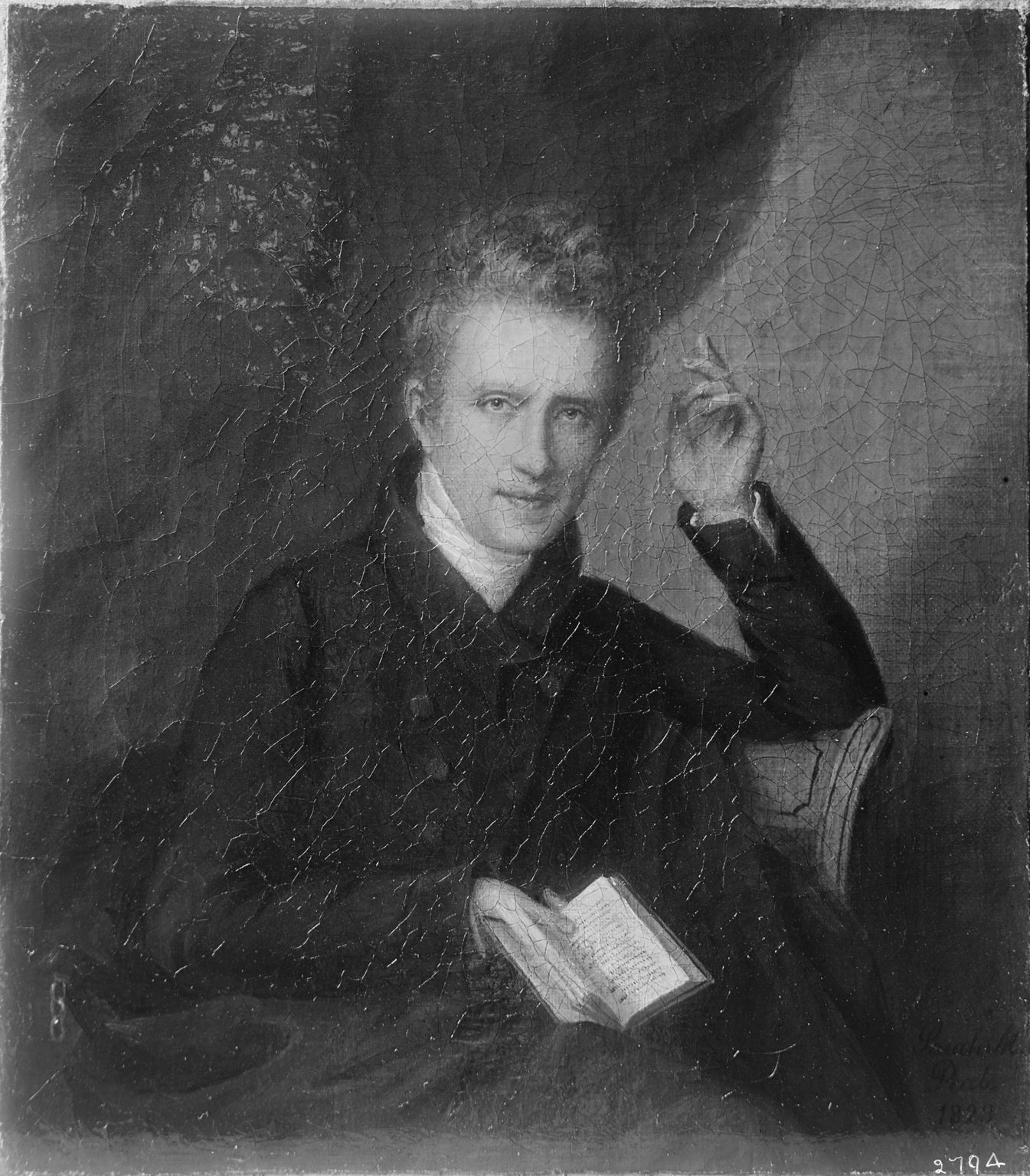
John Neal en 1823, retrato de Sarah Miriam Peale

El enfoque de Neal hacia la crítica de arte a principios de la década de 1820 era intuitivo y mostraba desdén por los entendidos, que consideraba aristocráticos e incompatibles con los ideales democráticos estadounidenses. Neal muestra cierta influencia inicial del Curso de conferencias sobre arte dramático y literatura de August Wilhelm Schlegel y los Discursos de Sir Joshua Reynolds, pero rompió en gran medida con esas sensibilidades a lo largo de la década. A fines de la década de 1820, llegó a descartar la pintura de historia y mostró preferencia por «la verdad no adulterada de la localidad y la naturaleza estadounidenses» que encontró en retratos y paisajes,y anticipó el surgimiento de la Escuela del río Hudson. La atención positiva que Neal prestó a los retratistas estadounidenses capacitados en las «contingencias más humildes» de la pintura de letreros y las artes aplicadas estuvo acompañada por su reconocimiento de las prioridades a menudo conflictivas del artista: preservar la semejanza del sujeto sin ofender al cliente. También fue único en su esfuerzo en este período por elevar el estatus del grabado como bellas artes.
El enfoque de Reynolds hacia la crítica de arte seguiría siendo dominante tanto en los EE. UU. como en el Reino Unido hasta que se publicó Modern Painters de John Ruskin en 1843, aunque Landscape and Portrait-Painting de Neal (1829) anticipó muchos de esos cambios ruskinescos al distinguir entre «cosas vistas por el artista» y «cosas tal como son».
Hacia mediados del siglo XIX Neal acumuló suficiente riqueza e influencia y comenzó a patrocinar y animar a los artistas en el área de Portland, en el estado de Maine, tales como el pintor Charles Codman y el escultor Benjamin Paul Akers quienes fueron constantemente patrocinados como resultado de su apoyo, patrocinio y conexiones. Además también ayudó a guiar el trabajo y las carreras de Franklin Simmons, John Rollin Tilton y Harrison Bird Brown. Este último se convirtió en el artista más exitoso de Portland del siglo XIX.
Comparativamente constante es el gusto de Neal por enfoques audaces y sencillos de la pintura que utilizan «un estilo improvisado, libre y esquemático, sin un acabado de alto nivel». Lo mismo podría decirse de su «fantástica mezcla de sentido común y absurdo, de observación inteligente y escoria» que lo retrata en su perfil de crítico de arte Neal como «melodramático, adicto a la exageración, superficial, inconsistente, mal informado, ingenuo». Estos descriptores se aplican menos a sus ensayos finales sobre arte (1868 y 1869) que manifiestamente carecen de las cualidades de su estilo jactancioso, confiado y apasionado en la década de 1820. Sus opiniones de ese período anterior «en un grado notable... han superado la dura prueba del tiempo».

### Poesía
La mayor parte de la poesía de Neal se publicó en The Portico mientras estudiaba derecho en Baltimore. Su única colección de poemas encuadernados es Battle of Niagara, A Poem, without Notes; and Goldau, or the Maniac Harper, publicado en 1818. Aunque esta obra le trajo poca fama o dinero, se considera la mejor descripción poética de las Cataratas del Niágara hasta ese momento. Los poemas de Neal también aparecen en Specimens of American Poetry editado por Samuel Kettell (1829), The Poets and Poetry of America editado por Rufus Wilmot Griswold (1850) y American Poetry from the Beginning to Whitman editado por Louis Untermeyer (1931).

### Teatro y crítica teatral
Neal fue autor de dos obras de teatro, ninguna de las cuales se representó jamás en el escenario: Otho: A Tragedy, in Five Acts (1819) y Our Ephraim, or The New Englanders, A What-d'ye-call-it?—in three Acts ( 1835).
Neal escribió Otho con la esperanza de ver la producción con Thomas Abthorpe Cooper a la cabeza, pero Cooper no mostró interés. Escrita en verso y muy inspirada en las obras de Lord Byron, John Pierpont consideró que la obra era demasiado densa y le escribió a Neal que necesitaba «una o dos claraboyas» cortadas en ella. También se describió como «al mismo tiempo desconcertante y trillado». Neal se llevó el guion a Londres con planes de revisarlo y producirlo para el escenario mientras estuvo allí, pero nunca logró ese objetivo.
Our Ephraim fue encargado en 1834 por el actor James Henry Hackett, quien le pidió a Neal que «se agachara y, con su estilo listo, en dos o tres días me conjurara algo "curioso y agradable"». Hackett rechazó la obra al recibirla como inadecuado para la producción: demasiados roles que requieren un acento rural de Maine, requisitos establecidos poco realistas y demasiada improvisación programada. Sin embargo, la obra representa «un avance significativo en el realismo teatral estadounidense temprano» y es el «más completo detalle del dialecto yanqui» de cualquier obra que Neal produjo.
El trabajo de crítica teatral más notable de Neal es su ensayo de cinco entregas «The Drama» (1829). Condenó el diálogo forzado al sostener que «cuando una persona habla hermosamente en su dolor, muestra tanto una gran preparación como falta de sinceridad» e instó a los dramaturgos a «evitar la poesía siempre que los personajes sean muy serios». Sesenta años después, William Dean Howells fue considerado innovador por decir lo mismo.

### Edición
| Título                                     | Periodo                           | Sede           |
| ------------------------------------------ | --------------------------------- | -------------- |
| The Portico                                | Número final: April–junio de 1818 | Baltimore, MD  |
| Federal Republican and Baltimore Telegraph | febrero–julio                     | Baltimore, MD  |
| The Yankee                                 | 1 de enero de 1828 – diciembre    | Portland, ME   |
| The New-England Galaxy                     | enero–diciembre                   | Boston, MA     |
| The New World                              | enero–1840 de abril               | Nueva York, NY |
| Brother Jonathan                           | mayo–diciembre                    | Nueva York, NY |
| Portland Transcript                        | 10 de junio – 8 de julio de 1848  | Portland, ME   |

Neal consiguió sus dos primeros puestos como editor a través de otros miembros del Delphian Club en Baltimore. Su período más largo como editor fue para The Yankee, que fundó solo unos meses después de regresar de Londres en 1827. El primer periódico literario de Maine, se publicaba semanalmente hasta que, por razones financieras, se fusionó con una revista de Boston y pasó a llamarse The Yankee and Boston Literary Gazette como publicación mensual. Se fusionó con Ladies' Magazine cuando dejó de publicarse a finales de 1829. Al comenzar su última etapa como editor, declaró: «Teniendo diez o quince minutos de sobra, nos hemos decidido a editar un periódico». Después de que Neal se fue enojado unas semanas más tarde, el siguiente editor anunció: «John Neal se ha retirado de la dirección editorial de Transcript, habiendo expirado los quince minutos».
A pesar de profesar lealtad al utilitarismo benthamiano en The Yankee, Neal dedicó mucho más espacio en sus páginas a reforzar la posición del norte de Nueva Inglaterra en el escenario nacional y defender el regionalismo estadounidense. Su regionalismo era distinto de los de finales de siglo «que tendían a retratar los espacios regionales en términos nostálgicos o sentimentales como "enclaves de tradición" que se planteaban frente a una nación cada vez más urbana e industrial». En cambio, «Neal siguió comprometido con imaginar regiones como espacios dinámicos y orientados al futuro cuyas identidades serían, y deberían, seguir siendo esquivas».
Controvertido en ese momento por su falta de asociación con cualquier partido político u otro grupo de interés, The Yankee era libre de cubrir «todo [sic] desde la iglesia hasta el estado, desde el tomo más alto, sin importar cuán grueso sea, hasta los asuntos más pequeños, de obsequios y recuerdos y pies de damas actrices, de poetas y perros, de pinturas y aceras, de Bentham y Jeffrey, y paseos en trineo y descascarado, de política y religión, y "cortejo" y "blackberrying"». El mayor impacto de la revista en la literatura fue la elevación de nuevas voces como John Greenleaf Whittier, Edgar Allan Poe, Henry Wadsworth Longfellow, Elizabeth Oakes Smith y Nathaniel Hawthorne. La mayoría de los nuevos escritores cuyas obras publicó y sobre las que escribió en The Yankee eran mujeres.

## Conferencias

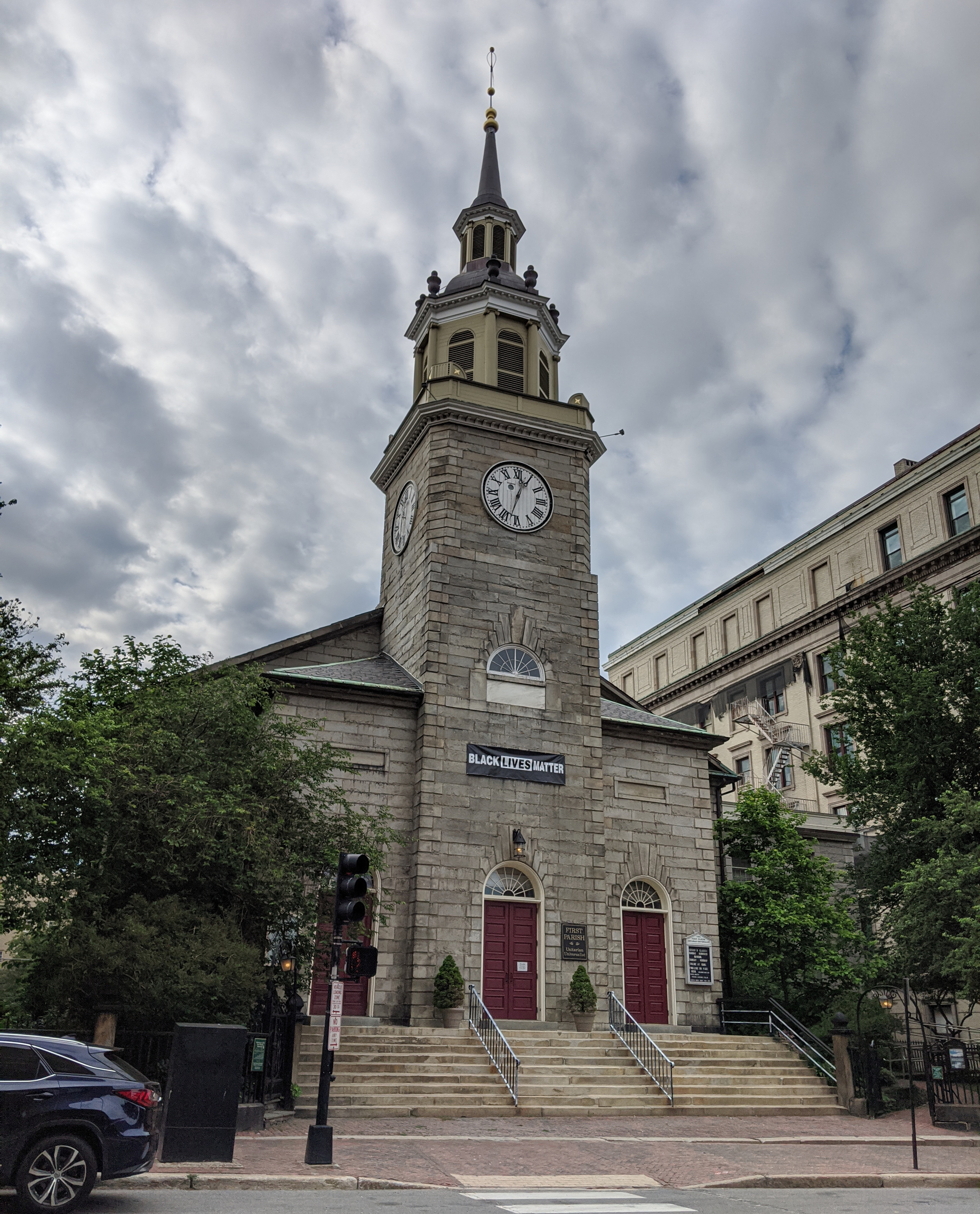
Primera iglesia parroquial, el sitio de la primera conferencia programada de John Neal en 1829.

Entre 1829 y 1848, Neal complementó sus ingresos como conferencista. En el circuito de liceos que recorrió abordó temas como «la literatura, la elocuencia, las bellas artes, la economía política, la templanza, los poetas y la poesía, la oratoria, nuestros padres peregrinos, la colonización, el derecho y los juristas, el estudio de las lenguas, las -historia, frenología, derechos de la mujer, autoeducación, autosuficiencia y autodesconfianza, progreso de la opinión, etc., &c., &c.».
Cuando se le pidió sin previo aviso que abordara el tema de la libertad en Portland, en el estado de Maine, el Día de la Independencia de 1832, Neal aceptó y pronunció un discurso improvisado que fue el primero que tenía sobre los derechos de la mujer. Usó los principios de la Revolución Americana para atacar la esclavitud como una afrenta a la libertad, y la privación de derechos de las mujeres y la encubrimiento como impuestos sin representación. Los derechos de la mujer se convirtieron en un tema favorito de sus frecuentes conferencias entre 1832 y 1843 en los estados del noreste. Debido a que casi siempre se publicaron después y, a menudo, se incluyeron en las reseñas de los periódicos, estos eventos ampliaron la esfera de influencia de Neal e hicieron que sus ideas fueran accesibles a lectores que no necesariamente estaban alineados con sus puntos de vista. Margaret Fuller admiraba el «genio magnético», el «corazón de león» y el «sentido de lo ridículo» de Neal como conferenciante, aunque se burló de su «exageración y arrogancia». Su discurso más concurrido e influyente fue el discurso Derechos de la mujer de 1843 en el auditorio más grande de la ciudad de Nueva York en ese momento, el Tabernáculo de Broadway.

## Activismo
Mediante el uso de artículos de revistas y periódicos, cuentos, novelas, conferencias, organización política y relaciones personales, Neal, a lo largo de su vida adulta, abordó temas como el feminismo, los derechos de la mujer, la esclavitud, los derechos de los afroamericanos libres, los derechos de los indios americanos, los duelos, la templanza, loterías, pena capital, impuesto de milicias, ley de insolvencia y jerarquía social. De estos, «los derechos de la mujer fueron la causa por la que luchó durante más tiempo y de manera más consistente que por cualquier otra». Gran parte de los escritos y conferencias de Neal sobre estos temas demostraron «una desconfianza básica en las instituciones y una petición continua de autoexamen y autosuficiencia».
Además, Neal estuvo muy involucrado en la campaña presidencial de William Henry Harrison en 1840, que casi resultó en su nombramiento como fiscal de distrito. También promovió los movimientos de pseudociencia como la frenología, magnetismo animal, espiritismo y clarividencia.

### Feminismo
Neal, uno de los pioneros defensores masculinos de las causas feministas en los EE. UU., se convirtió en el primer conferencista estadounidense en abordar los derechos de la mujer. Al menos desde 1817 hasta 1873, usó el periodismo, la ficción, las conferencias, la organización política y las relaciones personales para promover los asuntos feministas en los EE. UU. y el Reino Unido, alcanzando el apogeo de su influencia en este campo alrededor de 1843. Neal apoyó a las escritoras y organizadoras, afirmó la igualdad intelectual entre hombres y mujeres, luchó contra las leyes de cobertura contra los derechos económicos de las mujeres y exigió el sufragio, la igualdad salarial y una mejor educación para las mujeres.
El enfoque inicial de Neal en la educación femenina estuvo influenciado principalmente por A Vindication of the Rights of Woman de Mary Wollstonecraft, así como por las obras de Catharine Macaulay y Judith Sargent Murray. Sus primeros ensayos feministas de la década de 1820 llenan un vacío intelectual entre las feministas del siglo XVIII y sus sucesoras anteriores a la Convención de Seneca Falls, Sarah Moore Grimké, Elizabeth Cady Stanton y Margaret Fuller. Como escritor masculino aislado de muchas formas de ataque dirigido contra pensadoras feministas anteriores, la defensa de Neal fue crucial para que el campo volviera al discurso publicado en los EE. UU. y el Reino Unido después de una pausa en el cambio de siglo.
Desde los «trasfondos feministas» de su primera novela escrita en 1817 pasando por las ilustraciones de la «crueldad patriarcal» en Errata (1823) e Idiosincrasias (1843) hasta la reivindicación de la mujer independiente y soltera en True Womanhood (1859), Neal rompió con los escritores de su generación al incluir consciente y consistentemente a las mujeres y los problemas de las mujeres a lo largo de su carrera como escritor de ficción. Idiosincrasias exploró la perspectiva feminista masculina a través del personaje de Lee, quien dijo: «nosotros, los hombres... encarcelamos el alma de la mujer y sellamos sus facultades... no permitiéndole participar en absoluto en... gobernarnos a nosotros mismos: Habiendo encontrado la causa,... y creyendo en mi corazón... que donde estaba el mal, allí debe buscarse el remedio, me puse a trabajar».
Hombres y mujeres (1824), su primer ensayo feminista, recuerda la prioridad de la educación femenina en el siglo XVIII: «Espera hasta que las mujeres sean educadas como hombres, tratadas como hombres, y se les permita hablar libremente, sin ser puestas a prueba. vergüenza, porque son mujeres». En ese momento futuro, postuló que el más grande de los escritores masculinos «será igualado por mujeres». Yendo más allá que sus predecesores en cuanto a la igualdad intelectual, «mantuvo [ed] que las mujeres no son inferiores a los hombres, sino diferentes a los hombres, en sus propiedades intelectuales» y «quisiera que las mujeres fueran tratadas como hombres, por sentido común». El artículo explora más a fondo el concepto que planteó en Ensayo sobre los duelos (1817), en el que instó a las mujeres a utilizar «la razón que el cielo ha repartido por igual entre ella y su hermano» para librar al mundo de los duelos.
Durante la década de 1820, Neal cambió su enfoque de ideas educativas e intelectuales a cuestiones políticas y económicas como la cobertura y el sufragio. En una carta de 1845 a la activista Margaret Fuller, dijo:

Les digo que no hay esperanza para la mujer, hasta que participe en la elaboración de la ley; no hay oportunidad para ella hasta que su voto valga tanto como el voto de un hombre [sic]. Cuando lo sea, a la mujer no se la engañará con seis peniques al día por el mismo trabajo por el que un hombre recibiría un dólar... Todo lo que usted y los demás están haciendo para elevar a la mujer, solo es adecuado para que se sienta más sensata. el largo abuso de su propio entendimiento, cuando vuelve en sí. También podrías educar a los esclavos y aún así mantenerlos en cautiverio.

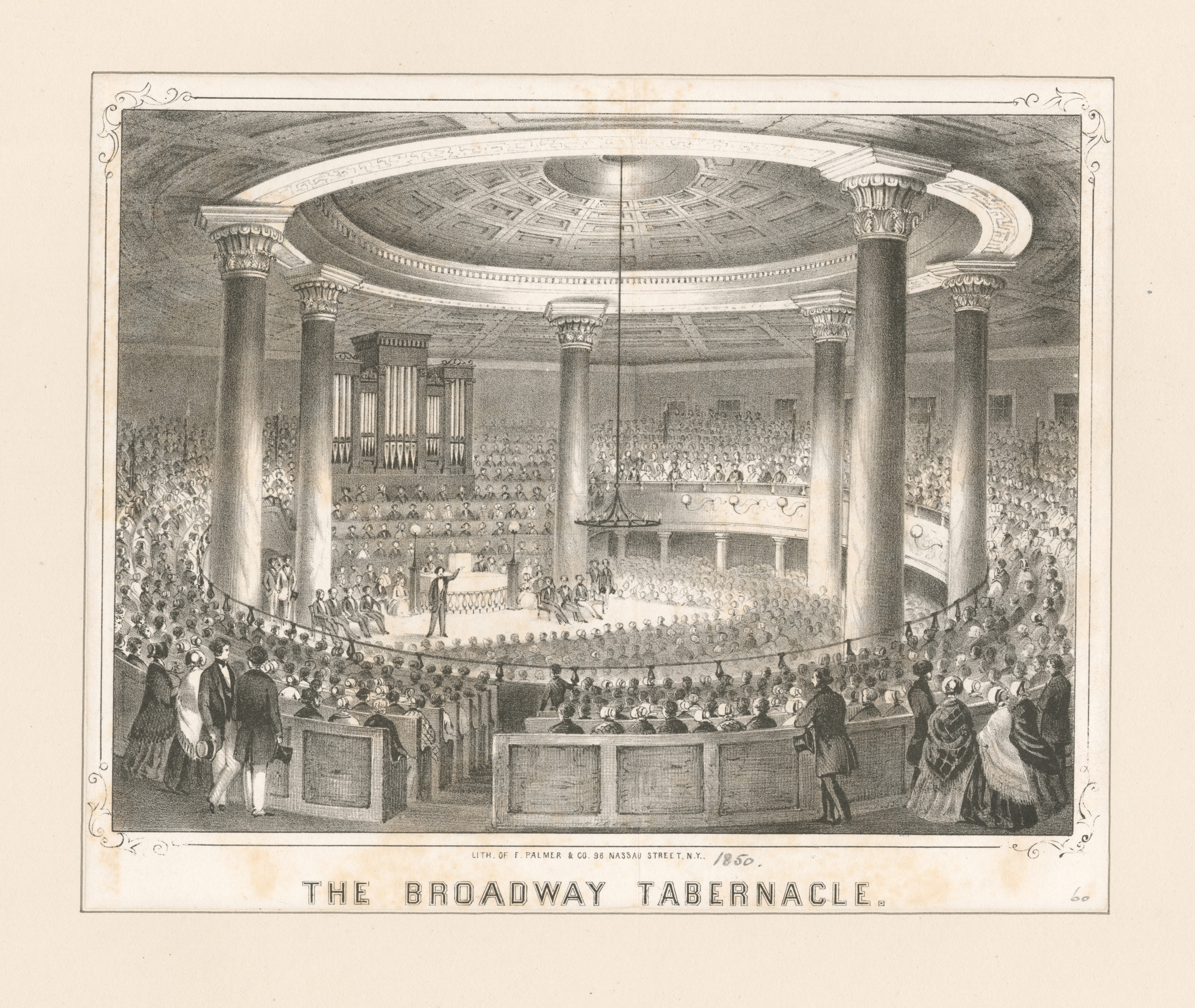
El Tabernáculo de Broadway tal como apareció en el momento del discurso Derechos de la mujer de John Neal el 24 de enero de 1843

Neal pronunció la primera conferencia sobre los derechos de la mujer en Estados Unidos como discurso del Día de la Independencia en Portland, en el estado de Maine en 1832. Declaró que encubiertamente y sin sufragio, las mujeres fueron víctimas del mismo delito de tributación sin representación que provocó la Guerra Revolucionaria. Alcanzó la cima de su influencia en temas feministas en el momento de su discurso Derechos de la mujer (1843) ante una multitud de tres mil personas en la ciudad de Nueva York. Atacó el concepto de representación virtual en el gobierno que los opositores al sufragio argumentaron que las mujeres podrían disfrutar a través de los hombres: «Simplemente invierta la condición de los dos sexos: dé a las mujeres todo el poder que ahora disfrutan los hombres ... Qué clamor habría entonces, sobre la igualdad de derechos, sobre una clase privilegiada, sobre ser gravados sin su consentimiento, y la representación virtual, ¡y todo eso!».
El discurso sobre los Derechos de la mujer fue ampliamente cubierto, aunque desestimado, por la prensa, y Neal lo publicó ese mismo año en las páginas de la revista Brother Jonathan, de la que era editor. Utilizó esa revista en 1843 para publicar sus propios ensayos pidiendo igualdad salarial y mejores condiciones laborales para las mujeres, y para presentar un debate impreso de correspondencia sobre los méritos del sufragio femenino entre él y Eliza W. Farnham. Mirando hacia atrás más de cuarenta años después, el segundo volumen de la Historia del sufragio femenino (1887) recordó que la conferencia «suscitó una discusión considerable..., fue copiada extensamente y... tuvo una influencia amplia y silenciosa, preparando el camino. para la acción. Era una sátira mordaz, y los hombres sintieron la reprimenda».
Durante veinte años después de su trabajo con la revista Brother Jonathan, Neal escribió sobre mujeres casi exclusivamente en ficción, pero solo ocasionalmente sobre temas feministas en periódicos. Reflexionó sobre el travestismo y la naturaleza performativa del género en Masquerading (1864), «uno de los ensayos más interesantes de su carrera» Siguió esto con dos ensayos sobre los derechos de la mujer para el American Phrenological Journal (1867), el capítulo sobre este tema de su autobiografía (1869) y doce artículos en The Revolution (1868–1870).
Neal se involucró de manera destacada como organizador en el movimiento de sufragio femenino después de la Guerra Civil, encontrando influencia en organizaciones locales, regionales y nacionales. Cuando la Asociación Estadounidense de Igualdad de Derechos se dividió en 1869 por la Decimoquinta Enmienda, Neal lamentó la división de esfuerzos, pero prestó su apoyo a la posterior Asociación Nacional del Sufragio Femenino debido a su insistencia en el sufragio inmediato para todas las mujeres. Fue cofundador de la Asociación de sufragio femenino de Nueva Inglaterra en 1868, organizó la primera reunión pública de Portland sobre el sufragio femenino en 1870 y cofundó la primera Asociación estatal de esta temática de Maine en 1873.

### Esclavitud
Neal se «opuso resuelta y sinceramente a la esclavitud», interpretando los ideales de la Declaración de Independencia en el sentido de que «los esclavos en América fueron creados libres... Ergo—Pueden abolir el gobierno, el cual, manteniéndolos como se mantienen, ha "violado su confianza"». En reacción a la violación generalizada de mujeres esclavizadas, informó que «los padres blancos... son culpables de vender su propia carne y sangre a la esclavitud... En los estados del sur de América, donde las mujeres de color son buscadas, compradas y cohabitadas. con los hombres blancos... porque la ganancia del amo está en proporción directa a la fecundidad del esclavo».
Con la creencia que «la emancipación repentina de toda [la población esclavizada], a la vez, es imposible» y que perpetuaría el estatus de los estadounidenses negros como «una casta muy temible» en los EE. UU., apoyó la «emancipación gradual [que] ha funcionado bien en los estados de Nueva Inglaterra y en Nueva York». Porque Nueva Inglaterra no tenía «nada que perder con la emancipación, sino más bien... el valor de la mano de obra blanca aumentaría», Neal pidió una emancipación compensada financiada por el gobierno federal para distribuir el costo entre los estados.
Neal apoyó a la Sociedad Estadounidense de Colonización, fundando el capítulo local de Portland, Maine en 1833, sirviendo como su secretario y luego reuniéndose con el primer presidente de Liberia, Joseph Jenkins Roberts. Neal probablemente evitó el movimiento por la «emancipación inmediata, incondicional y universal» debido a una disputa de larga data con William Lloyd Garrison. La disputa no se resolvió hasta que Neal declaró en 1865 que «yo estaba equivocado... y el Sr. Garrison tenía razón».

### Derechos de los americanos negros
Neal protestó por la privación de derechos de los negros libres estadounidenses al revelar cómo «los estadounidenses nacidos libres, ... debido a su color», no solo en los estados esclavistas, «sino en los estados donde la esclavitud es vista con horror ... se les sufre incluso para votar, ... siendo excluido por ley ... o excluido, por miedo». Desconfiado del «racismo práctico» entre los norteños blancos, Neal llamó la atención sobre los miembros de su gimnasio que en 1828 «votó que... a ningún hombre de color... se le puede permitir hacer ejercicio con ciudadanos blancos de nuestra comunidad libre e igualitaria. ¡Hurra por Nueva Inglaterra! No tenemos prejuicios aquí—Ninguno excepto prejuicios saludables, en todo caso». Decepcionado porque no admitieron a los hombres negros que patrocinaba para ser miembros, Neal terminó su participación en el gimnasio poco después.
En la ficción, Neal exploró las diferencias entre los prejuicios del norte y del sur contra los afroamericanos, particularmente en The Down-Easters (1833).Sin embargo, creía en la inferioridad frenológica, explicando que «si bien ignoramos el color, prestamos gran atención a la forma, en nuestra estimación de la capacidad. La cabeza negra es muy mala». Esto lo llevó a un argumento proto-eugenista para legalizar matrimonio interracial para que las generaciones futuras de «los negros de América ya no sean una clase inferior separada, sin poder político, sin privilegios y sin participación en la gran comunidad».

### Derechos de los Indios americanos
Neal publicó ensayos, novelas y cuentos para defender los derechos de los indios americanos. En una época en que «nativo americano» era un término nativista que se refería a los angloamericanos, Neal declaró en su primera novela (1817) que «el indio es el único nativo americano». En A Summary View of America ( 1824), Neal argumentó que los indios americanos «nunca han sido los agresores» en los conflictos con los europeos-americanos y que «ningún pueblo, antiguo o moderno... ha sido tan deplorablemente oprimido, desmentido y agraviado, en todas las formas posibles». Hizo un llamado al reconocimiento de la soberanía indígena, denunciando que «nunca se ha respetado el derecho de gentes al tratar con ellos: ... sus embajadores han sido apresados, encarcelados y masacrados, ... [y] la guerra ha nunca se ha declarado en su contra». Al describir el proceso mediante el cual el gobierno de los EE. UU. se apoderó de las tierras indígenas, Neal dijo:

La gente de la frontera se pelea con los indios ... No sigue ninguna declaración de guerra; sin ceremonia; pero, adelante, va el general [Andrew] Jackson, o el general alguien más; desperdiciando y despidiendo a todo el país. Sigue una tregua: una cesión del país conquistado—para la protección de los blancos.

Neal usó novelas como Logan (1822) para desafiar los límites raciales entre los estadounidenses blancos e indígenas. En reacción a la Ley de Remoción de Indios (1830) y la literatura popular que la apoyaba, Neal publicó el cuento David Whicher (1832) para explorar la coexistencia multiétnica pacífica en los Estados Unidos. El cuento también «cuestiona cómo la literatura popular empleó la violencia colonial para proporcionar un modelo y una justificación para su continuación en nombre de la expansión nacional».

### Abstinencia
Cuando era niño, Neal decidió evitar el consumo excesivo de alcohol y mantuvo esta convicción personal durante toda su vida. No se asoció con el movimiento por la abstinencia hasta que regresó a Portland, en el estado de Maine, desde Londres. Su primera invitación para dar una conferencia a una audiencia fue para el discurso anual de la Asociación de Portland para la Promoción de la Abstinencia en 1829. Neal Dow, primo de John Neal, fue un líder del movimiento de la prohibición, y en 1836 Neal participó en debates públicos con su primo para defender el consumo moderado de vino como alternativa a la abstinencia total. Fue en este período entre finales de la década de 1830 y finales de la de 1840 cuando Neal se desilusionó con el movimiento por la abstinencia, que se había alejado de un enfoque en la persuasión moral para promulgar leyes de prohibición; Dow y sus seguidores «en lugar de considerar el mandato, "Sé moderado en todas las cosas", fueron furiosamente intemperantes en el tema de la abstinencia; haciendo de la sobriedad total la condición de ciudadanía, y casi de la civilización». Neal seguía convencido de «los males de la intemperancia... No se podía exagerar bien, la única cuestión era el remedio».

### Duelos
En su primera novela de 1817, Neal describió los duelos como un vestigio de una era aristocrática que es inmoral, sin sentido, antidemocrática y antiamericana, acusando «que aquí, en Estados Unidos, un caballero puede degollar a otro, o volarle la tapa de los sesos con total impunidad». Su Ensayo sobre los duelos de ese año atacó a la institución como una actuación de género, o «la evidencia absoluta de la masculinidad»", creyendo que «en su armario todo hombre desea un duelo. abolido, y si cada hombre que lo desea sinceramente en privado hablara con la misma firmeza en públicok [sic], sería abolido».

### Jerarquía social
La educación cuáquera de Neal probablemente le inculcó una aversión a los «títulos mundanos» que, según él, no encajaban en la sociedad republicana. Se burló de ellos con obras humorísticas como la portada de su primera novela de 1817 que afirmaba que el libro era «Revisado por él mismo: "Esquire"». En A Summary View of America (1824) denunció que Estados Unidos había caído de sus ideales de igualdad a un lugar en el que «los títulos se multiplican... Incluso el orgullo de la ascendencia... ha echado raíces en ese suelo republicano. Hay una tremenda contienda... entre las familias de ayer, y los del día anterior». Como abogado, se negó a dirigirse al Presidente del Tribunal Supremo John Marshall o a cualquier otro juez como «su señoría», alegando que «no hay mayor patraña en la mente de los hombres que esta obsequiosa reverencia a los hombres de alta posición. Los grandes pensadores del mundo son los trabajadores del mundo, los productores del mundo».

### Impuesto a la milicia
En su ensayo United States (1826), Neal presentó su primer argumento publicado contra el impuesto de capitación que financiaba el sistema de milicias de EE. UU. Dijo que tanto «los pobres como los ricos pagan impuestos... bajo la ley de milicias» que fue diseñada «para defender la propiedad del hombre rico. Los ricos, por supuesto, no aparecen en el campo. Los pobres sí. los últimos no pueden permitirse el lujo de mantenerse alejados; los primeros sí». Propuso reemplazar el impuesto de capitación con un impuesto a la propiedad para pagar a los hombres que sirven en las milicias, haciendo así que el sistema sea más equitativo.

### Loterías
Neal expuso sus primeros argumentos en contra de las loterías en los periódicos de Baltimore como aprendiz de ley, luego en Logan (1822). Su argumento de que la ley las debería tratar de la misma manera que a otras formas de juego tuvo influencia en los EE. UU. y en la Cámara de los Comunes del Reino Unido. En The Yankee, «abrió fuego contra todas las oficinas [de la lotería]... tanto en el bar como en nuestros salones legislativos, y nunca descansó, hasta que el sistema fue desarraigado... en todo nuestro país». Las loterías cayeron en desgracia en los EE. UU. en la década de 1830.

### Pena capital
Neal comenzó su campaña contra las ejecuciones públicas después de presenciar una en Baltimore. Atacó la pena capital escribiendo en periódicos, revistas, novelas y debates, logró influencia nacional en los EE. UU. y llegó a una audiencia más limitada en el Reino Unido. Al final de su vida relató que todavía «no creyendo en la sabiduría de la estrangulación, para hombres, mujeres y niños, aunque parezca que lo merecen, y estando completamente persuadido de que los peores hombres tienen más necesidad de arrepentimiento, y que los que son incapaces de vivir, son aún más incapaces de morir».

### Ley de quiebra
Neal participó activamente en la reforma de la ley de quiebras poco después de su propia quiebra en 1816. Como joven abogado de Baltimore, adoptó una postura impopular contra la opinión del presidente del Tribunal Supremo Marshall en Sturges v. Crowninshield (1819) y desempeñó un papel destacado en el movimiento por una ley nacional de quiebras. Continuó atacando la política de encarcelamiento por deudas en sus novelas de Baltimore y en periódicos estadounidenses y británicos más adelante en la década de 1820.

## Legado

### Genio disperso
La reputación de Neal como un genio intelectualmente disperso y descontrolado está respaldada por el biógrafo Windsor Daggett, quien dijo que «dispersó su genio en muchos canales con pérdidas». El historiador Edward H. Elwell dijo que «escribió para todo porque no podía escribir anhelo cualquier cosa». Según la propia admisión de Neal, un período de un año como editor de un periódico fue «mucho tiempo, para cualquier cosa [sic] que tuve que ver». El estudioso de literatura estadounidense Fred Lewis Pattee vio en que Neal es un «genio de un tipo que debe definirse especialmente» con palabras como «energía y persistencia», pero también «ignorancia colosal». La estudiosa de la literatura estadounidense Theresa A. Goddu concluyó que Neal había sido canonizado como «mitad salvaje, mitad genio» Edgar Allan Poe estaba «inclinado a clasificar a John Neal en primer lugar, o en todo caso en segundo lugar, entre nuestros hombres de genio indiscutible», pero en el mismo párrafo calificó su trabajo como «masivo y sin detalles», «apresurado y indistinto» y «deficiente en un sentido de integridad».
Tanto los contemporáneos como los estudiosos de Neal están dispuestos a lamentar su incapacidad para lograr lo que otros veían como el potencial de sus habilidades. El biógrafo Donald A. Sears lo clasificó como ««un escritor sin una obra maestra» que «vivió para ser eclipsado por escritores de menor genio, pero un mayor control de sus talentos». Daggett dijo que «brilló brillantez juvenil. Nunca lo alcanzó ni lo conquistó, por lo que a veces llevaba el sello del fracaso en la mente de sus contemporáneos». El estudioso de la literatura estadounidense Alexander Cowie se refirió a Neal como «la víctima de su propia lujuria por las palabras» sin «una sola obra de ficción que merezca ser revivida por su puro mérito» y sin libros «que valga la pena colocar en los estantes de cualquier biblioteca excepto como un espécimen de "créalo o no"». En un poema de 1848, James Russell Lowell clasificó a Neal como «un hombre que hizo menos de lo que podría haber hecho» que era bueno para «sacar bandadas de cometas, pero nunca una estrella» porque era «demasiado apresurado para esperar hasta que la fruta madura de Art cayera», y concluyó que «si solo hubiera esperado, podría haber sido genial».

### Influencia
El trabajo creativo de Neal tuvo una influencia indirecta en muchos escritores durante y después de su vida.Se sabe que Seba Smith, Nathaniel Hawthorne y Henry Wadsworth Longfellow disfrutaron y fueron influenciados por los primeros poemas y novelas de Neal. Smith es más famoso por su serie de humor Jack Downing, que probablemente estuvo influenciada por el uso humorístico de Neal del dialecto regional. También es probable que Edgar Allan Poe desarrolló muchos de sus rasgos característicos como escritor bajo la influencia de los artículos de Neal en The Yankee en los fines de la década de 1820.
Muchos académicos concluyen que la mayoría de los autores definitorios del renacimiento estadounidense de mediados del siglo XIX ganaron su reputación empleando técnicas aprendidas del trabajo de Neal a principios de siglo, entre ellos Ralph Waldo Emerson, Walt Whitman, Edgar Allan Poe y Herman Melville. El biógrafo Benjamin Lease señaló que los predecesores inmediatos de Neal, comparativamente mejor recordados, Washington Irving y James Fenimore Cooper, carecían de un vínculo obvio con esos maestros de mediados de siglo que Neal demuestra claramente, como Poe y Whitman demuestran el peso de su trabajo.

### Estado histórico
Alineados con sus predecesores del siglo XX, tanto Lease como Sears en la década de 1970 clasificaron a John Neal como una figura de transición en la literatura que vino después de la ola inicial de literatura estadounidense que imitaba a los británicos, pero antes del gran Renacimiento estadounidense que ocurrió después de que Neal hubiera publicado la mayor parte. de su trabajo. Los estudios más recientes colocaron a Neal «No exactamente "por debajo" del "Renacimiento estadounidense"», sino «esparcidos a través de él». Los estudiosos de la literatura estadounidense Edward Watts, David J. Carlson y Maya Merlob sostuvieron que Neal fue eliminado del Renacimiento debido a su distancia del círculo Boston-Concord y su utilización de estilos y modos populares vistos en un nivel artístico inferior.

## Obras seleccionadas
Novelas
- Keep Cool, A Novel[notas 11] (1817)[EE 1]
- Logan, a Family History (1822)[EE 2]
- Seventy-Six (1823)[EE 3]
- Randolph, A Novel (1823)[EE 4]
- Errata; or, the Works of Will. Adams (1823)[EE 5]
- Brother Jonathan: or, the New Englanders (1825)[EE 6]
- Rachel Dyer: a North American Story (1828)[EE 7]
- Authorship, a Tale[notas 12] (1830)[EE 8]
- The Down-Easters, &c. &c. &c. (1833)[EE 9]
- True Womanhood: A Tale (1859)[EE 10]

Colecciones póstumas
- American Writers: A Series of Papers Contributed to Blackwood's Magazine (1824–1825)[notas 13] (1937) – edited by Fred Lewis Pattee[EE 11]
- Observations on American Art: Selections from the Writings of John Neal (1793–1876) (1943) – edited by Harold Edward Dickson
- The Genius of John Neal: Selections from His Writings (1978) – edited by Benjamin Lease and Hans-Joachim Lang

Cuentos
- Otter-Bag, the Oneida Chief (1829)[EE 12]
- The Haunted Man (1832)[EE 13]
- David Whicher (1832)[EE 14]
- The Squatter (1835)[EE 15]
- The Young Phrenologist (1835)[EE 16]
- Idiosyncracies (1843)[EE 17]

Poemas
- Battle of Niagara[notas 14] (1818)[EE 18]

Drama
- Otho: a Tragedy, in Five Acts (1819)[EE 19]
- Our Ephraim, or The New Englanders, A What-d'ye-call-it?–in three Acts (1835)

Otros trabajos
- One Word More: Intended for the Reasoning and Thoughtful among Unbelievers (1854)[EE 20]
- Wandering Recollections of a Somewhat Busy Life: An Autobiography (1869)[EE 21]
- Great Mysteries and Little Plagues (1870)[EE 22]
- Portland Illustrated (1874) – A guide to Portland, Maine[EE 23]